# Паратерминальная извилина
Паратерминальная извилина (лат. gyrus paraterminalis; англ. Paraterminal gyrus, PTG), также известная как подмозолистая извилина (лат. gyrus subcallosus; англ. Subcallosal gyrus), околоконечная извилина, извилина Цукеркандля  — небольшая извилина на медиальной поверхности полушария, расположенная перед концевой пластинкой над подмозолистым полем ниже прозрачной перегородки.

## Морфология и клиническое значение
Обнаружено, что у пациентов с болезнью Альцгеймера наблюдается серьёзная атрофия гиппокампа (с утратой его функций), при этом имеется компенсаторный механизм в виде гипертрофии подмозолистого поля и паратерминальной извилины. Это является адаптацией мозга к потере проекций из гиппокампа через свод мозга.